# Jacques-Henry Rys
Jacques-Henry Rys, pseudonyme d'Henri Rys, né le 10 novembre 1909 à Lille et mort le 22 mars 1960 dans le 9e arrondissement de Paris, est un chef d'orchestre et compositeur français.

## Biographie
Jacques-Henry Rys est, à la fin des années 1940 et durant les années 1950, un chef d'orchestre de musique légère réputé, qui dirige de nombreux enregistrements pour les grandes vedettes de la chanson de l'époque, notamment Luis Mariano, Andrex, Yvette Giraud et Georges Guétary. Il assume également la direction de nombreuses émissions de variété à la radio.
Jacques-Henry Rys se fait également remarquer pour la qualité des orchestrations des premières opérettes de Francis Lopez, qui contribuent au succès de celles-ci : La Belle de Cadix (1945) dont il dirige les premières représentations au Casino Montparnasse, Andalousie (1947), Quatre Jours à Paris (1948), Monsieur Bourgogne (1949), La Route fleurie (1952), Tête de linotte (en collaboration avec Paul Bonneau, 1957).
À la demande de Germaine Roger, directrice de la Gaîté-Lyrique, Jacques-Henry Rys écrit la partition musicale de deux opérettes à succès : Colorado en 1950, et Pampanilla en 1954. Il collabore avec Henri Bourtayre à la composition de l'opérette Les Chevaliers du ciel (1955).

## Direction d'orchestre d'opérettes
- 1952 : La Route fleurie avec Georges Guétary, Bourvil, …